# Sebastian Dudek
Sebastian Dudek (ur. 19 stycznia 1980 w Żarach) – polski piłkarz grający na pozycji środkowego pomocnika (defensywnego, ogólnego i ofensywnego).

## Kariera piłkarska
Dudek jest wychowankiem szkółki piłkarskiej żarskiego Promienia. Wydatnie pomógł Śląskowi w awansie do Ekstraklasy, m.in. w ostatniej kolejce przeciwko Warcie Poznań strzelając dwa gole. W sezonie 2011/2012 ze Śląskiem wywalczył mistrzostwo Polski. W wyniku konfliktu z trenerem Śląska Orestem Lenczykiem po sezonie odszedł z drużyny. W ligowym debiucie w barwach łódzkiej drużyny zdobył gola przeciwko swej byłej drużynie, która uległa Widzewowi 2:1.

## Sukcesy

### Śląsk Wrocław
- Mistrzostwo Polski (1) : 2011/12
- Puchar ligi (1) : 2009

### Zawisza Bydgoszcz
- Puchar Polski (1) : 2013/14

## Życie prywatne
Sebastian Dudek ma żonę Barbarę, z którą ma dwoje dzieci – bliźniaków – urodzonych 24 kwietnia 2008 roku w rodzinnych Żarach: Aleksa i Oliwiera